# 新城市会社役員誘拐殺人事件
新城市会社役員誘拐殺人事件（しんしろしかいしゃやくいんゆうかいさつじんじけん）とは2003年（平成15年）4月17日に愛知県新城市で発生した身代金目的の誘拐殺人事件。
戦後日本で発生した身代金目的誘拐事件は本事件が259件目（被害者が殺害された事件は34件目）である。また成人男性が殺害された身代金目的誘拐殺人事件としては、熊本大学生誘拐殺人事件（1987年）以来戦後2件目で、社会人に限れば本事件が初である。名古屋地検は、犯人が被害者を誘い込んで自己の支配下に置く行為がなかったことや、被害者が車に乗り込んだ直後に殺害されたことなどから、身代金目的誘拐罪の適用を見送り、殺害行為については被害者を殺害して現金約12万円などを奪ったとする強盗殺人罪で、被害者の家族に身代金を要求した行為は恐喝未遂罪で、それぞれ起訴した。しかし名古屋地裁は「実質的に身代金を目的に略取し、要求した凶悪な犯罪」と認定している。

## 概要
新城市の建設会社役員（当時39歳・元新城JC理事長）は、2003年4月17日、社団法人 新城青年会議所（新城JC）が主催した新城市長選挙公開討論会後に行方不明となる。
翌4月18日朝、建設会社役員の家に中年男の声で身代金誘拐の電話がかかり、家族に身代金1億円を要求。犯人は受け渡し場所を次々と変更。建設会社役員の妻はその都度タクシーで移動をした。最終的に東名高速道路から身代金を投下するよう犯人は指示したが、警察が現金投下をやめたため受け渡しに失敗。午後9時16分に「取引は停止だ」と通告し、連絡が途絶える。
4月20日午前6時半頃、愛知県額田郡額田町（現、岡崎市）の国道近くの山中で、被害者の死体が遺棄されているのが発見された。遺体には左目付近に打撲傷があり、暴行の上で殺害されたものと思われた。
事件発生当初から警察は、犯人が被害者の行動を知っている顔見知りと見て捜査。被害者と同じ新城JC会員で飲食会社役員X（当時38歳）が浮上。Xは4月22日フィリピンへ逃亡を謀ったが入国拒否の上で強制送還され、帰国後逮捕された。Xは17日午後10時10分頃、討論会会場の駐車場で被害者を殺害し、所持していた現金と携帯電話を奪取。その後に身代金を要求しており、4月19日には死体を遺棄していた。動機は「フィリピンパブで知り合ったホステスとの結婚資金などを得るため」というものであった。また、Xの逃亡を助けたとして飲食会社元従業員Y（当時37歳）も犯人隠避罪で逮捕された。Xは自分も誘拐されたことにして逃亡しようと、Yに依頼してXの自宅へ虚偽の身代金要求の電話をかけさせていた。
Xは強盗殺人罪と恐喝未遂、死体遺棄の罪で起訴された。検察官は被告人Xに死刑を求刑したが、2005年（平成17年）5月24日、名古屋地裁はXを無期懲役とする判決を言い渡した。検察官と被告人Xの双方が同判決を不服として控訴したが、2006年（平成18年）12月15日、名古屋高裁は双方の控訴を棄却する判決を宣告し、双方とも上告せず刑が確定した。Yも懲役2年執行猶予4年の判決を受けている。
この事件では誘拐が発覚した4月18日午後3時半に報道協定が成立したが、午後6時29分にインターネットの匿名掲示板であるまちBBS東海掲示板で「新城で誘拐事件が発生し、1億円請求されている」「新聞社で働いている親からの情報」旨の書き込みがあり、情報漏洩が問題視された。報道協定は死体が確認された4月20日午後3時に解除された。
Xは新城中時代野球部の正捕手で友人に推されて2年次に生徒会長選挙に出たものの、3年だった殺された役員が選挙で当選したという過去があった。